# Full House
Full House är den brittiska musikgruppen Fairport Conventions femte album, utgivet 1970. 
Efter att både Sandy Denny och Ashley Hutchings lämnat gruppen beslöt sig Fairport Convention för att enbart rekrytera en ny basist. Efter en rad auditions beslöt man sig för Dave Pegg, som hade spelat tillsammans med Dave Swarbrick i Ian Campbell Folk Group. Ett av skivans instrumentala medleyn, "Dirty Linen", och inledningslåten "Walk Awhile" spelas fortfarande regelbundet av gruppen.
Notabelt är att en av de låtar som inte kom med på skivan, Thompsons och Swarbricks "Poor Will and the Hangmen", har klassikerstatus bland Fairport Convention-fans och den finns med på många samlingsalbum. 
I samma veva gavs också singeln "Now Be Thankful" ut. Den finns inte med på originalalbumet, men i likhet med "Poor Will" är den vanlig på samlingsalbum och båda finns med på nyugåvor av Full House.

## Låtlista
1. "Walk Awhile" (Swarbrick/Thompson) - 3:57
2. "Dirty Linen" (trad arr Swarbrick) - 4:17
3. "Sloth" (Swarbrick/Thompson/Mattacks/Nicol/Pegg) - 9:19
4. "Sir Patrick Spens" (trad) - 3:30
5. "Flatback Caper" (trad) - 6:24
6. "Doctor of Physick" (Swarbick/Thompson) - 3:37
7. "The Flowers of the Forest" (trad) - 4:04

## Medverkande på albumet
- Dave Mattacks, slagverk
- Simon Nicol, gitarr, sång
- Dave Pegg, bas, mandolin, sång
- Dave Swarbrick, fiol, mandolin, sång
- Richard Thompson, gitarr, sång
- Joe Boyd, producent